# Růžena Maturová
Růžena Maturová (2. září 1869 Praha – 25. února 1938 Praha) byla česká operní pěvkyně, sopranistka.

## Život
Růžena (Rosa) Maturová se narodila v Praze. Její matka Kateřina Vorlíčková (1842–1910) byla drožkářka a Růžena se narodila jako nemanželská. 8. 2. 1870 byla legitimována kupcem a drožkářem Vincencem Maturou (1844). Měla čtyři sourozence: Gustava (1862), Winzenze (1871–1872), Františka (1872) a Marii (1874–1874).
Se studiem započala na pražské Vyšší dívčí škole, kde se díky Františku Kavánovi poprvé začala učit pěveckému umění. Následující tři roky studovala zpěv v pěvecké škole Františka Pivody. Mimiku studovala u Adolfa Krössinga a u pražské německé herečky H. Bürgerové. Tehdy již začala vystupovat v operetách s ochotníky. Následující dva roky se připravovala na působnost v operním divadle u kapelníka Eduarda Stolze. V letech 1889-1890 se ještě zdokonalovala u manželů Löweových v Praze. Od října 1889 do března 1890 byla angažována v německém divadle v Teplicích. V letech 1890-1893 byla Maturová členkou souboru v německém městě Mannheimu, kde zpívala většinou lyrické sopránové role. Zde poznala i svého prvního manžela, spisovatele a dramaturga Dvorního divadla v Mannheimu Ludwiga Schreinera (1864–1896).
Od roku 1893 začala účinkovat v Národním divadle v Praze, kde se stala jednou z nejvýznamnějších osobností souboru. V Národním divadle působila do roku 1909. V dubnu téhož roku se podruhé provdala za Františka Jílka, kapelníka Národního divadla v Praze. Růžena Maturová se rovněž věnovala koncertní činnosti. S velkým úspěchem hostovala v roce 1893 v Baumannově divadelní společnosti v Berlíně, v roce 1899 ve Varšavě, v roce 1900 v Petrohradě a Moskvě při „Týdnu české hudby“. V roce 1901 následovalo vystoupení v Bělehradě a v roce 1903 turné po Spojených státech. Rovněž hostovala u ochotnických souborů v Českých Budějovicích, Chrudimi a Kroměříži. Zřejmě nejvíce se do historie české hudby zapsala jako první Dvořákova Rusalka (1901).
Po odchodu z Národního divadla žila Maturová spíše v ústraní. Malou uměleckou náplastí se jí stal film. Před kamerou stanula celkem pětkrát. Poprvé to bylo v roce 1920 ve filmu Za čest vítězů. V roce 1921 to byla role mlynářky ze Žernova v adaptaci Babičky (podle povídky Boženy Němcové). V témže roce to byla opět role mlynářky ve filmu Kříž u potoka. V roce 1922 se ještě mihla ve filmech Koryatovič a Mrtví žijí, aby se pak jako umělkyně již zcela odmlčela.
V období po skončení své pěvecké kariéry vedla Maturová v Praze pěveckou školu. Učila mnoho žáků nejen z Českých zemí a později z Československa, ale i ze zahraničí. Mezi její žáky patřila například i pěvkyně Marta Krásová.
Růžena Maturová zemřela 25. února 1938 v Praze a je pohřbena na Olšanských hřbitovech (Olšany V., odd. 17, hrob 27).

## Nejvýznamnější operní úlohy

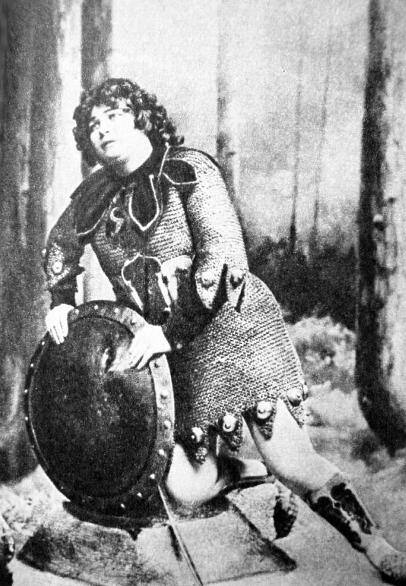
Růžena Maturová jako Armida

- Mařenka v Prodané nevěstě
- Milada v opeře Dalibor
- Krasava a Libuše v opeře Libuše
- Vlasta v opeře O. Ostrčila Vlasty skon
- Amélie v opeře G. Verdiho Maškarní ples
- Santuzza v opeře Sedlák kavalír
- Donna Anna v opeře Don Giovanni
- Eva v opeře Mistři pěvci norimberští
- Rusalka v opeře Rusalka